# Extensine
Extensine sind eine Gruppe von Strukturproteinen in der Zellwand von pflanzlichen Zellen.

## Eigenschaften
Extensine bilden in der pflanzlichen Zellwand ein Netzwerk und sind vermutlich am pflanzlichen Zellwachstum (synonym Zellextension) beteiligt. Sie bestehen aus einem repetitiven hydrophilen und einem hydrophoben Teil und sind somit amphiphil und neigen daher in wässrigen Lösungen zur Zusammenlagerung. Der hydrophile Bereich besitzt das Strukturmotiv Ser-Hyp-Hyp-Hyp-Hyp. Das Motiv ist am Serin und an den Hydroxyprolinen O-glykosyliert. Die Glykosylierung besteht aus einer kurzen Arabinose-Kette an den Hydroxyprolinen und einer Galactose am Serin. Nach der Sekretion der Extensine in den Apoplasten wird das Netzwerk über Bindungen zwischen enthaltenen Tyrosinen intra- und intermolekular quervernetzt. In Arabidopsis thaliana sind etwa 20 Extensine beschrieben. Extensine stellen bis zu 20 % der Trockenmasse in der Zellwand.